# Carcinoscorpius rotundicauda
Carcinoscorpius rotundicauda е вид членестоного от семейство Limulidae.

## Разпространение и местообитание
Този вид е разпространен в Индия, Индонезия, Малайзия, Сингапур, Тайланд и Филипини.
Обитава пясъчните дъна на реки в райони с тропически и субтропичен климат. Среща се на дълбочина около 15 m.